# Gliniany (województwo świętokrzyskie)
Gliniany – dawne miasto, obecnie osada w Polsce położona w województwie świętokrzyskim, w powiecie opatowskim, w gminie Ożarów. W latach 1595–1869 miasto.
| SIMC    | Nazwa        | Rodzaj     |
| ------- | ------------ | ---------- |
| 1018315 | Folwarczysko | przysiółek |

W latach 1954–1961 wieś należała i była siedzibą władz gromady Gliniany, po jej zniesieniu w gromadzie Ożarów. W latach 1975–1998 Gliniany położone były w województwie tarnobrzeskim.

## Historia
Miasto Gliniany zostało lokowane 1 kwietnia 1595 r. przez Krzysztofa Bidzińskiego herbu Janina (z pobliskich Bidzin) przywilejem królewskim Stefana Batorego na terenie swojej wsi dziedzicznej Potok w 1595 r. (choć osada o tej nazwie wzmiankowana była już w 1520 r.), na prawie magdeburskim. Pierwszy burmistrz miasteczka wybrany został 23 kwietnia 1595 r. Został nim Michał Skorupka.
W końcu XVI wieku okolica Glinian była świadkiem walk religijnych, które tu przybrały bardzo ostrą formę.
Założyciel miasteczka Krzysztof Bidziński, sprowadził do Glinian pastora kalwińskiego, kościół katolicki zamienił na zbór, pola plebańskie zagarnął dla siebie, oddawszy ich część do użytku pastora kalwińskiego. Plebana katolickiego wygnał.
Stan taki trwał przez 20 lat, po czym Bidziński uciekł do Węgier, w obawie przed represjami. Pastor kalwiński, nie mogąc się tu utrzymać bez protekcji możnego pana, uciekł także.
Przez Gliniany przechodziły w roku 1704 wojska Karola XII króla Szwecji, który z wojskiem szedł na Sandomierz (do Błonia pod Warszawą na Mszczonów, Bidą, Nowe Miasto, Ulów, Przytyk, Radom, Kobylany, Czerwoną, Sienno, Borję, Gliniany, Ożarów i Wyszmontów do Sandomierza).
W wieku XIX miasto wymieniane jest jako: Gliniany, osiedle włościańskie powiat opatowski w gminie Julianów, parafii Gliniany.
Posiada kościół parafialny drewniany z XVII w.
W 1827 r. w Glinianach znajdowało się 48 domów, a miejscowość była zamieszkiwana przez 270 osób.
W roku 1860 Gliniany liczyły 47 domów, 379 mieszkańców i 1838 mórg ziemi włościańskiej, tudzież 93 mórg po probostwie w parafii Gliniany.
Około 1862 r. Gliniany należały do Teofila Nowakowskiego jako prywatne miasteczko.
Dobra Gliniany składały się z folwarku Stróże, attynencji Gliniany i osady miejskiej Gliniany. Podług opisu z roku 1869 rozległość dóbr dworskich wynosiła mórg 939, grunta orne i ogrody mórg 359, nieużytki i place mórg 376. Osada miejska Gliniany liczyła 87 domów.
Na skutek reformy administracyjnej przeprowadzonej w zaborze rosyjskim, w 1869 roku Gliniany utraciły prawa miejskie i stały się osadą.
Zniszczenie wsi Gliniany podczas działań wojennych 1915 roku
W 1915 roku, w trakcie walk między Rosją a monarchią austro-węgierską na froncie wschodnim I wojny światowej, wieś Gliniany została całkowicie spalona. Jak podaje „Kalendarz Opatowski na rok 1917”, do zniszczenia doszło w wyniku przemarszów wojsk oraz toczonych walk. W tym samym okresie zniszczone zostały również inne miejscowości powiatu opatowskiego, m.in. Ożarów, Boleszyn, Prusinowice, Waśniów, Zajączkowice i Milejowice. Dokument stwierdza jednoznacznie:
> „Miasteczko Ożarów, wsie: Gliniany, Boleszyn, Prusinowice, Waśniów, Zajączkowice, Garbacz, Jeziorko, Milejowice, Tencza, Sobiekurów, Przepiórów, Garbowiec — zostały całkiem spalone i zniszczone.” 
Zniszczenia te miały długotrwały wpływ na sytuację demograficzną i gospodarczą regionu.
W rejestrze miejscowości w Polsce (TERYT) w 2008 roku umieszczono miejscowość o nazwie Gliniany Poduchowne (SIMC 1018321) co sugeruje, że istniała wyodrębniona część wsi należąca wcześniej do majątku duchownego lub kościelnego. Była to nazwa części wsi Gliniany, jednak w praktyce nazwa ta nie była używana. Na wniosek gminy z 1 stycznia 2015 roku nazwa została zniesiona.
W 2006 r. liczba ludności wynosiła 320 mieszkańców. Według Narodowego Spisu Powszechnego Ludności i Mieszkań z 2021 roku liczba ludności Glinian to 245, z czego 50,6% mieszkańców stanowią kobiety, a 49,4% ludności to mężczyźni. 
W miejscowości znajdowała się szkoła podstawowa z oddziałem przedszkolnym prowadzona przez gminę do 2004 r., później zaś do 2019 r. przez Stowarzyszenie Rozwoju Wsi Gliniany, Potok. W latach 2013 – 2019 w budynku działało również gimnazjum. Obecnie w budynku działają Koło Gospodyń Wiejskich oraz Klub Seniora. 

## Zabytki
- Drewniany kościół parafialny pod wezwaniem Świętego Wojciecha z 1573 roku, początkowo renesansowy, przebudowany na przełomie XVII/XVIII wieku w stylu barokowym. Ołtarze renesansowe, na ołtarzu głównym obraz św. Wojciecha.

Wpisany do rejestru zabytków nieruchomych (nr rej.: A.545 z 22.01.1957, 23.06.1967 i 20.05.1977)
- Cmentarz parafialny (nr rej.: A.546 z 13.06.1988)[17].
- Drewniana studnia z 1880 roku na rynku.

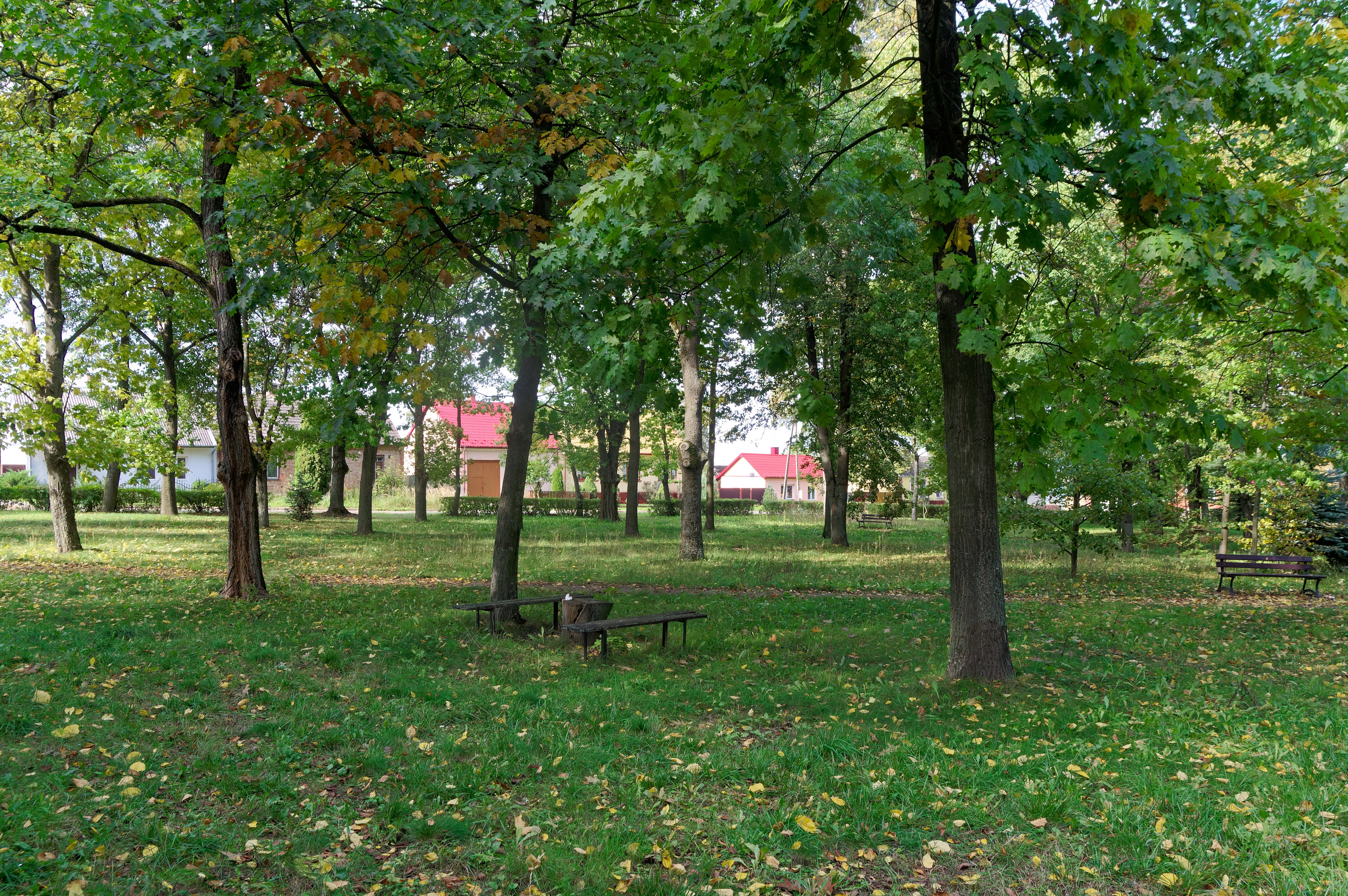
Rynek w Glinianach
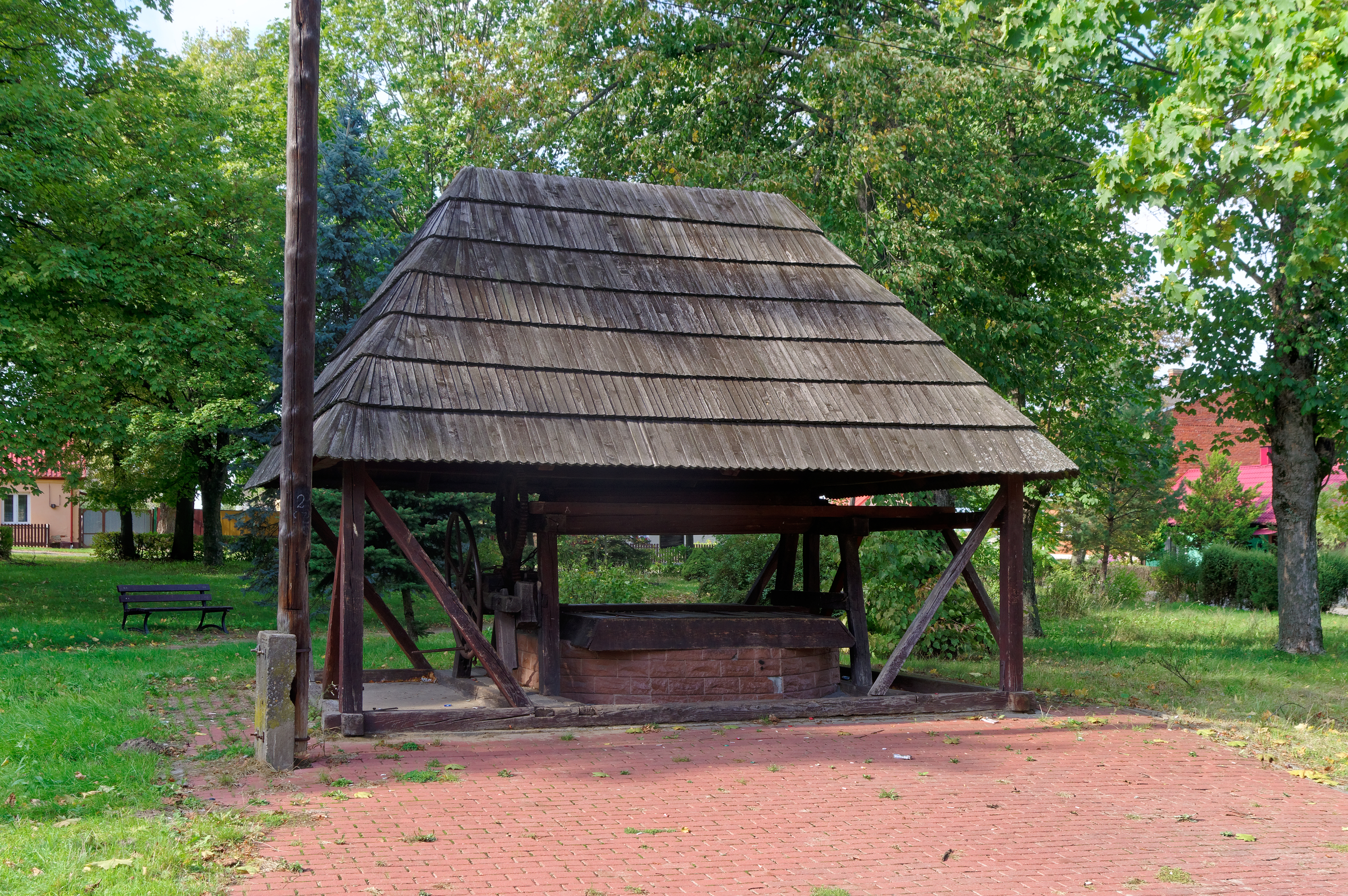
Studnia na Rynku
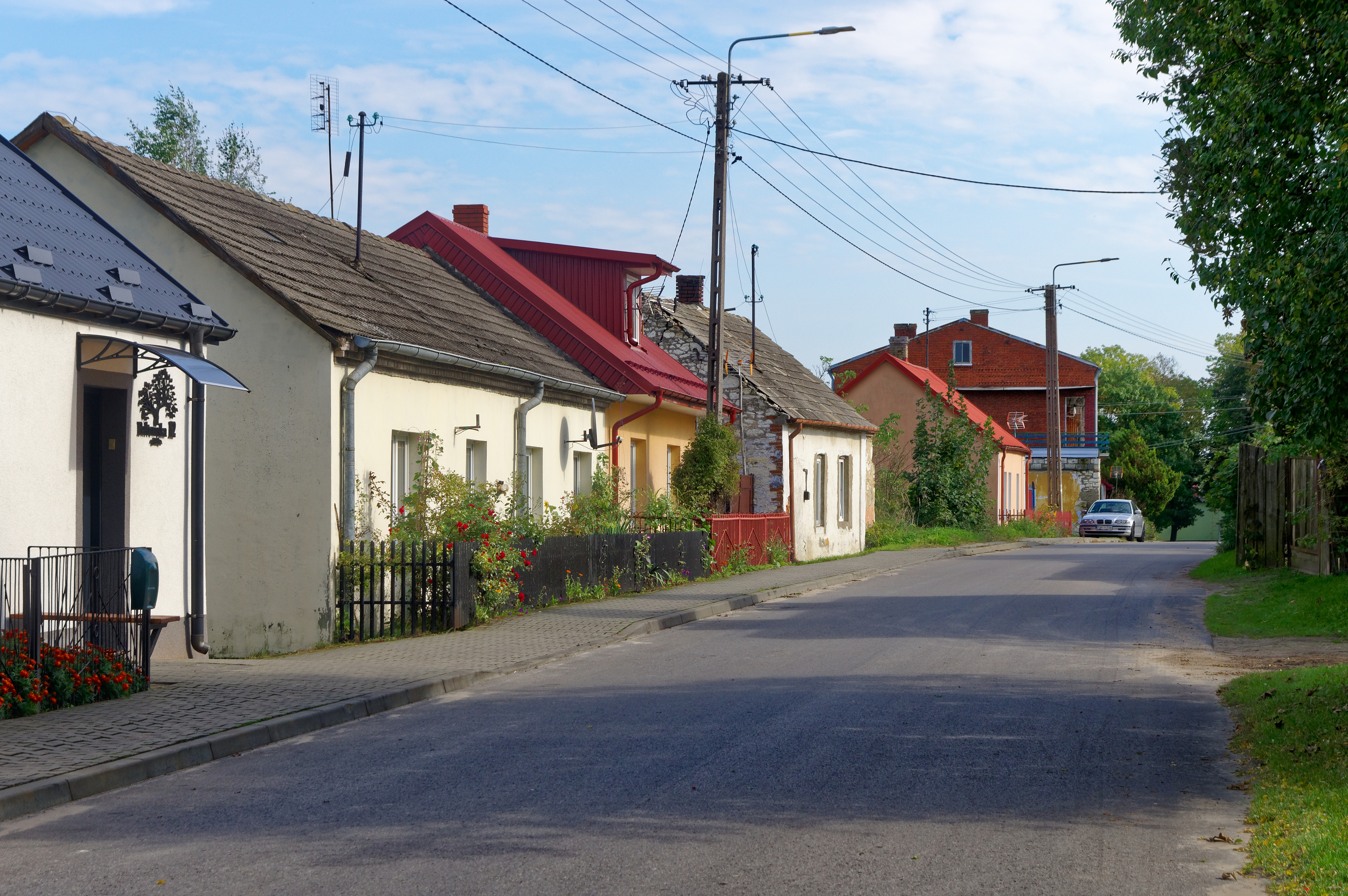
Ulica Bałtowska w Glinianach
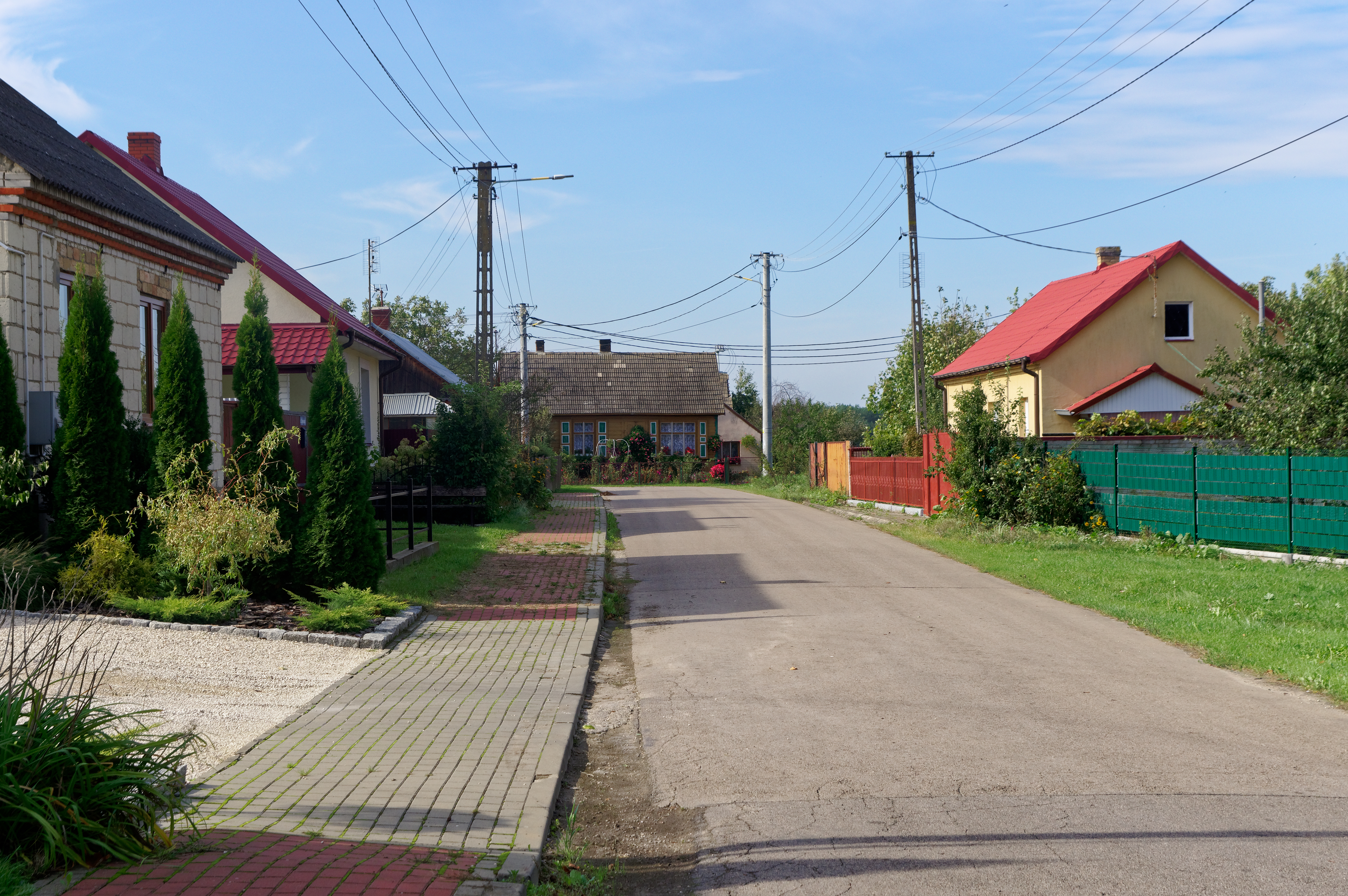
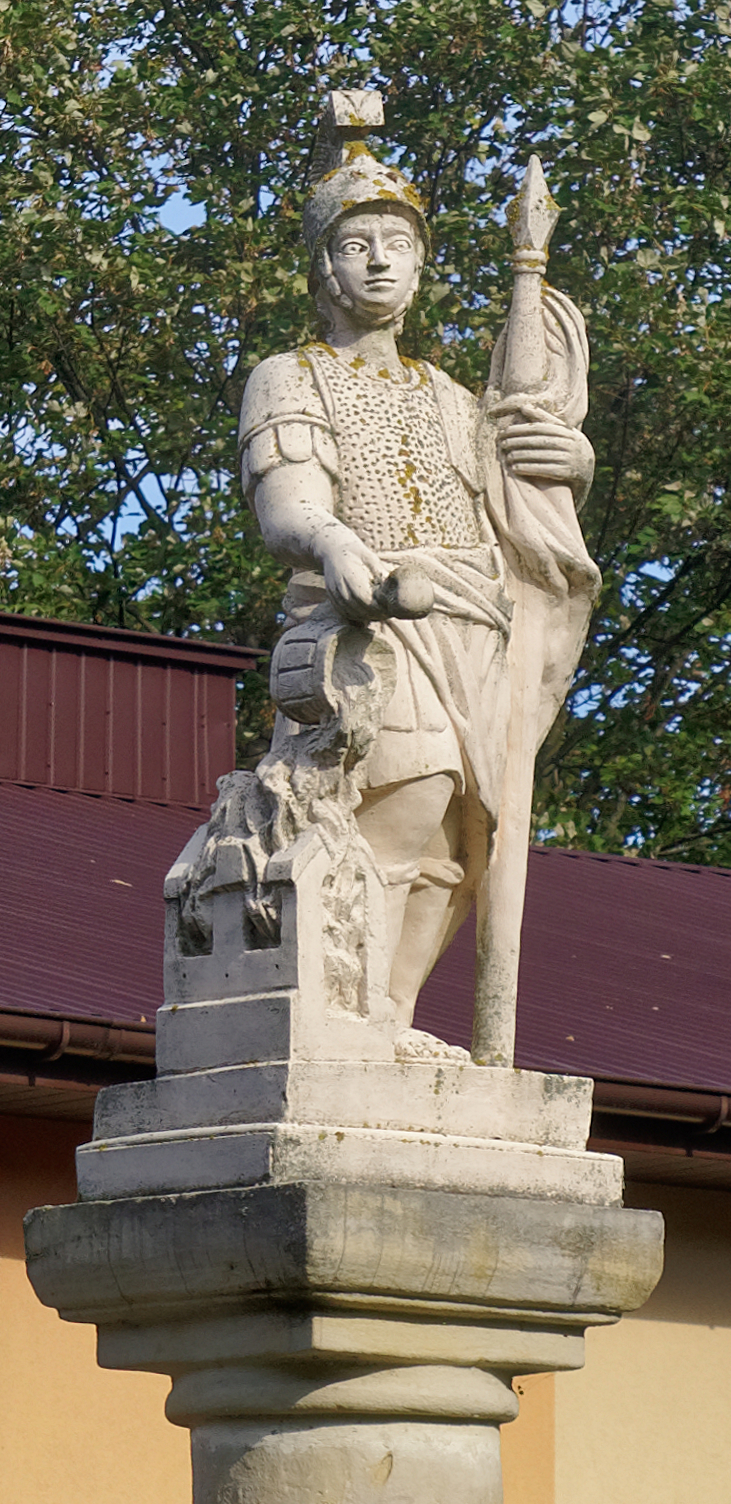
Figura św. Floriana
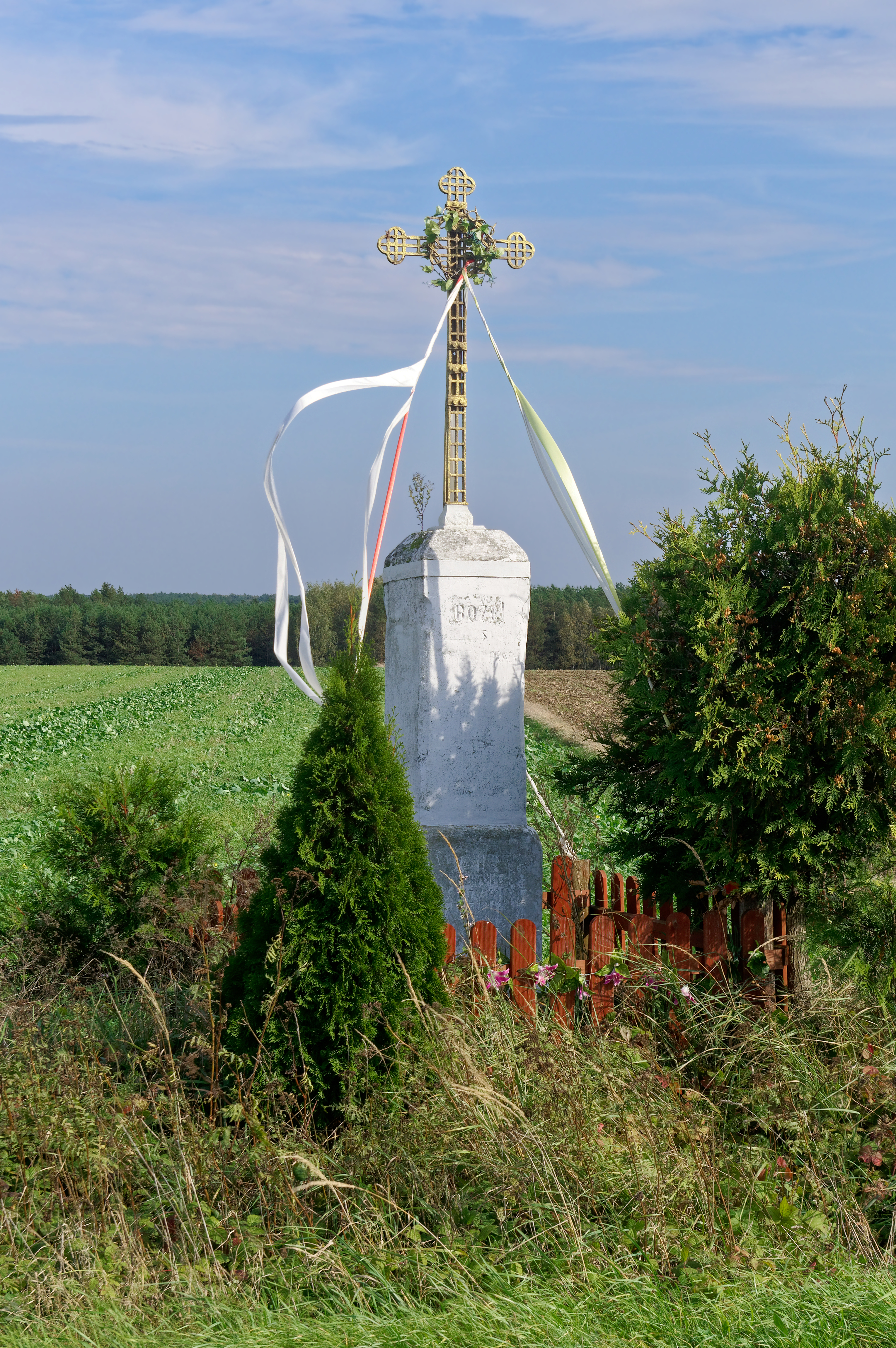
Przydrożny krzyż